# Kōseikai
El Kōseikai (公正会?   «Asociación de la Equidad») fue un partido político de corta duración en Japón durante la era Taisho.

## Historia
El partido fue establecido en diciembre de 1916 por 36 miembros de la Dieta Nacional como una fusión de un grupo de independientes y los miembros restantes del Club Kōyū que no se habían unido al nuevo Kenseikai cuando se estableció en septiembre. Sin embargo, se disolvió el mes siguiente, y varios de sus miembros se encontraban entre los fundadores de Ishinkai después de las elecciones de abril de 1917.